# Wolfram Huschens
Wolfram Huschens (* 10. März 1921 in Oberstein; † 16. Juni 1989 in Saarbrücken) war ein deutscher Künstler.

## Leben
Huschens wurde 1921 als Sohn des Obertelegrafendirektors Heinrich Huschens und seiner Frau Emilie, geb. Brunnet geboren. Aufgrund eines Arbeitsplatzwechsels des Vaters zog die Familie 1930 nach Saarbrücken.: S. 11 Hier lernte Huschens den Maler Fritz Zolnhofer kennen, der im selben Haus lebte und eine Freundschaft zum Vater pflegte.: S. 12 Huschens besuchte die Volksschule und die Oberrealschule (heute Otto-Hahn-Gymnasium). Der junge Mann trat der Hitlerjugend bei, um dem Arbeitsdienst zu entgehen und erhielt 1940 den Reifevermerk der Oberschule in Neunkirchen (Saar).: S. 13 Zu dieser Zeit lebte er mit der Mutter in Ottweiler, da Saarbrücken evakuiert worden war. Am 1. Oktober 1940 wurde er schließlich als Panzergrenadier zum Kriegsdienst eingezogen, aus dem er erst im August 1945 offiziell entlassen wurde.
Nach fünf Jahren als Soldat im Zweiten Weltkrieg studierte er ab 1946 Kunst für das Lehramt an der Staatlichen Akademie für angewandte Kunst München bei Helmut Braig, Anton Marxmüller und Josef Henselmann und bestand im Mai 1949 sein Staatsexamen. Die Arbeiten aus dieser Zeit waren vor allem von Paul Cézanne inspiriert, in den folgenden Jahren auch von Kubismus und Expressionismus.: S. 16: S. 34 Zeitgleich mit dem Antritt des Referendariats an einem Gymnasium in St. Ingbert begann er ein Studium an der neugegründeten „Saaruniversität“, um sich ein für eine Verbeamtung notwendiges zweites Lehrfach anzueignen. Er wählte zunächst Erdkunde, dann aber 1950 Germanistik.: S. 17 1951 wurde Huschens als Zeichenlehrer in das Angestelltenverhältnis an dem Staatlichen Gymnasium Sulzbach übernommen. Zwei seiner Schüler waren dort Wolfgang Kermer und Horst Linn. 1954 wechselte er an das Ludwigsgymnasium in Saarbrücken. Erst 1964 erfolgte die Verbeamtung auf Lebenszeit.
Schon seit den 1950er Jahren hatte sich Huschens der geometrischen Abstraktion zugewandt.
Im Jahr 1950 wurde durch eine Gruppe saarländischer Künstler, zu denen neben Fritz Berberich, Helmut Collmann, Richard Eberle, Edgar Jené, Max Mertz, Mia Münster, Jean Schuler und Fritz Zolnhofer auch Wolfram Huschens gehörte, der Saarländische Künstlerbund gegründet, dessen Vorsitzender er von 1954 bis 1957 war. Zusammen mit den Architekten Hans Krajewski, Gerhard Freese, Walter Schrempf und den Künstlern Peter Raacke, Robert Sessler und Otto Steinert gründete er 1957 den „Deutschen Werkbund Saar“ (später „Deutscher Werkbund Saarland“). Schon 1957/58 wurde er zum Universitätszeichenlehrer im Rahmen eines Lehrauftrages an der Universität des Saarlandes bestellt.: S. 29 Seit den 1960er Jahren stellte er häufig mit der Künstlergruppe neue gruppe saar aus.
Als Huschens 1977 einen Schlaganfall erlitt, blieb er halbseitig gelähmt und war auf einen Gehstock angewiesen. Malen konnte er nur noch mit der linken Hand. Im Jahr darauf ließ er sich deshalb in den Ruhestand versetzen. Er hielt sich nun häufig in Leukerbad auf und entwarf dort ein religiöses Wandbild.: S. 23 Aufgrund seiner Behinderung erarbeitete er vor allem Kunst für den öffentlichen Raum, darunter zwei Arbeiten für ein Sozialpflegerisches Berufsbildungszentrum in Saarbrücken und eine Plastik an der „Brücke der Freundschaft“ in Kleinblittersdorf.
1987 erfolgte die Ernennung zum Professor durch die Regierung des Saarlandes als Auszeichnung für das Lebenswerk. 1989 starb Huschens in Saarbrücken.

## Ausstellungen (Auswahl)

### Einzelausstellungen
- 1967 „studio“, Saarbrücken
- 1987 Retrospektive, Peter-Schweitzer-Haus, Saarwellingen
- 1999 Wolfram-Huschens-Gedächtnisausstellung, Galerie Rathaus St. Johann, Saarbrücken
- 2001 Heimatmuseum St. Arnual, Saarbrücken
- 2006 Retrospektive Bilder von Wolfram Huschens, Kleinblittersdorf
- 2012: Wolfram Huschens, Kunstverein Bahlingen

### Gruppenausstellungen
- 1947 Junge Kunst an der Saar, Neunkirchen (Saar)[3]
- 1953 Malerei – Plastik – Grafik, Saarlandmuseum, Saarbrücken
- 1957 Saarländischer Künstlerbund 1922–1957, Saarlandmuseum, Saarbrücken
- 1982 60 Jahre Saarländischer Künstlerbund. Geschichte und Gegenwart 1922–1982, Saarlandmuseum, Saarbrücken
- 1985 (acht saarländische KünstlerInnen), Comeniushaus, Saarbrücken
- 1987 Kunstszene Saar, Saarlandmuseum, Saarbrücken
- 1997 IndustrieMenschenBilder, Historisches Museum Saar, Saarbrücken
- 2012 Saarland Kunst der 50er Jahre, Saarlandmuseum, Saarbrücken

## Werke im öffentlichen Raum (Auswahl)
- Staatstheater Saarbrücken, Wandgemälde
- Rathaus St. Johann, Saarbrücken, „Die vier Elemente“, 1951, bleigefasste Buntglasfenster im Treppenhaus
- Ganztagsgrundschule Rodenhof, Ziergitter, 1950er Jahre[4]
- Berufsbildungszentrum am Mügelsberg, Wandgestaltung, figürliche Komposition aus Stahlprofilen, 1950er Jahre[5]
- Grund- und Ganztagsschule Rastpfuhl, Saarbrücken, Wandfries, 1954
- Universität des Saarlandes, Saarbrücken, Gebäude B 3 3 – früher Gebäude 12 –, Philosophische Fakultät: Wandgestaltung, 1954/55[6][7]
- Universität des Saarlandes, Saarbrücken, Gebäude B 3 1 und Gebäude B 3 3 – früher Gebäude 10 und 12 –, Philosophische Fakultät: Wandgestaltung, 1954/57[8][7]
- Universität des Saarlandes, Saarbrücken, Gebäude B 3 3 – früher Gebäude 12 –, Treppenaufgang, 2. OG: Wandbild, Mosaik, 1,50 × 4,90 m[9]
- Otto-Hahn-Gymnasium (Saarbrücken), Gedenktafel für die Gefallenen der beiden Weltkriege an der Schulhofmauer, Bronze, 1959[10]
- Statistisches Landesamt, Saarbrücken, Virchowstraße: Wandfries (innen), 1960
- Universität des Saarlandes, Saarbrücken, Gebäude B 2 1 – früher Gebäude 9.1 –, Europa-Institut, Erdgeschoss: Wandgestaltung, 1961[11][7]
- Universität des Saarlandes, Saarbrücken, Gebäude B 2 1 – früher Gebäude 9.1 –, Europa-Institut, 1. OG: Wandgestaltung, 1961[12][7]
- Universität des Saarlandes, Saarbrücken, Gebäude 16, Rechtswissenschaft, Sitzungssaal: Wandgestaltung, 1962, Lacklasur auf Holz, 3,60 × 9,00 m[9]
- Universität des Saarlandes, Campus Homburg, Gebäude 40, Innere Medizin, Wandgestaltung, 1966, Aluminium, 7,00 × 7,60 m[13][14]
- Universität des Saarlandes, Saarbrücken, Gebäude A 1 7 (Botanik) – früher Gebäude 24, Biologie –, Foyer: Wandgestaltung (Erdgeschoss und Untergeschoss), 1966[15][7]
- Gebäude der ehemaligen Zentralkasse saarländischer Genossenschaften (ZG-Bank), Saarbrücken, Fassade, Ursulinenstraße 8–14: „Der Kreislauf des Geldes“, zweiteiliges Aluminiumgitter aus den Jahren 1967 und 1979, jeweils 4,00 × 12,00 m[16][17]; seit 2007[18] als Einzeldenkmal in der Denkmalliste des Saarlandes[19]
- Losheim, Krankenhauskapelle: Altarrückwand mit Tabernakel, 1968/69, Aluminiumrelief
- Sozialpflegerisches Berufsbildungszentrum Saarbrücken, Skulptur „Dreipass“ im Hof, 1983[20]
- Abt-Fulrad-Brücke (Kleinblittersdorf), ehemalige Zollstation am Ostufer: „Grenze zwischen Deutschland und Frankreich“, Skulptur aus Kupferblech, 1987[21]
- Hugenottenkreuz und Sgraffito von Aigues-Mortes in der Hugenottenkirche Ludweiler
- Gedenktafel 'IN TYRANNOS' für Willi Graf im Ludwigsgymnasium in Saarbrücken[22]